# قينر سفلي
قينر سفلي هي قرية في مقاطعة خوي، إيران. عدد سكان هذه القرية هو 360 في سنة 2006.